# Грімста (стадіон)
«Грімста Ідроттсплац» (швед. Grimsta Idrottsplats) — багатофункціональний стадіон у місті Стокгольм, Швеція, домашня арена ФК «Броммапойкарна». 
Стадіон відкритий у 1963 році. У 1986, 2006—2007 роках реконструйовувався та розширювався, у результаті чого потужність арени становить 8 000 глядачів. Модернізовано систему освітлення та встановлено систему безпеки і відеоспостереження. У 2014 році споруджено спортивну залу з футбольним полем для проведення тренувань у зимовий період. 2016 року здійснено реконструкцію, у ході якої модернізовано підтрибунні приміщення та інформаційний центр.
Окрім футбольних матчів на стадіоні проводяться змагання з легкої атлетики та фігурного катання.